# 井手麻渡
井手 麻渡（いで あさと、1989年12月4日 - ）は、日本の俳優。愛知県出身。無名塾27期生、YagiRock所属。

## 略歴
2009年、無名塾に入塾。舞台を中心に活動を続け、2019年に映画「ある町の高い煙突」（監督：松村克弥 出演：仲代達矢・吉川晃司・渡辺大）の主演を務める。

## 人物
特技：バスケットボール、乗馬。

## 出演

### 映画
- 祈り ―幻に長崎を想う刻―（2021年8月20日、松村克弥監督） - 矢張 役
- ある町の高い煙突（2019年6月22日、松村克弥監督） - 主演・関根三郎（関右馬充） 役
- NORIN TEN〜稲塚権次郎物語〜（2015年9月19日、稲塚秀孝監督） - 鉢蝋清香 役
- 抱きしめたい -真実の物語-（2014年2月1日、塩田明彦監督）
- 鬼平犯科帳 血闘（2024年5月10日） - 山田市太郎 役

### テレビドラマ
- invert 城塚翡翠 倒叙集 第1話（2022年11月20日、日本テレビ） - 須郷 役
- 三屋清左衛門残日録 ―あの日の声―（2022年9月19日、時代劇専門チャンネル）
- 逃亡医F 第3話（2022年1月29日、日本テレビ） - 新郎 役
- 小河ドラマ 徳川☆家康 第1話（2021年4月1日、カンテレ）
- 全裸監督 第2話・第3話（2019年8月8日、Netflix）
- 集団左遷 第1話（2019年4月21日、TBS） - 三友銀行中野北支店・行員 役
- 我が家のヒミツ 最終回（2019年3月31日、NHK BSプレミアム）
- 鬼平犯科帳 SEASON1（時代劇専門チャンネル）
  - 本所・桜屋敷（2024年1月8日） - 山田市太郎 役[2]
  - でくの十蔵（2024年6月8日）
  - 血頭の丹兵衛（2024年7月6日〈予定〉）

### CM
- 2022 「東急不動産 ブランズ」
- 2019 「ANA ウィーン直行便」

### ミュージックビデオ
- 2014 TCTS「Games」

### 舞台
無名塾公演
- 2019 「シェイクスピアの言葉を泳ぐ」
- 2018 「肝っ玉おっ母と子供たち」
- 2017 「かもめ」
- 2013 「ウィリアム・シェイクスピア」「ロミオとジュリエット」
- 2010 「友達」「炎の人」
- 2009 「マクベス」

外部公演
- 2022 「民衆の敵」
- 2021 「祈り」〜幻に長崎を想う刻〜
- 2020 「野鴨」
- 2019 「R.U.R」、「国粋主義者のための戦争寓話」、「花と爆弾」
- 2018 「お茶と同情」、「寒花」
- 2017 「純恋歌集〜せめて恋人らしく〜」、「あるいは友をつどいて」
- 2016 「しろいあさに心臓をちぎって」、「わが闘争」
- 2015 「Gift of Dreams 」、「月光の夏」、「唄わない冬」
- 2014 「R&J」